# Alexander Ward
 Alexander Ward  (nacido el 30 de abril de 1990) es un tenista profesional de Reino Unido.

## Carrera
Su mejor ranking individual es el Nº 294 alcanzado el 11 de abril de 2016, mientras que en dobles logró la posición 379 el 9 de septiembre de 2013.
No ha logrado hasta el momento títulos de la categoría ATP ni de la ATP Challenger Tour, aunque sí ha obtenido varios títulos Futures tanto en individuales como en dobles.